# Liste der Naturschutzgebiete in der Stadt Magdeburg
Im Stadtgebiet von Magdeburg gibt es ein Naturschutzgebiet.
| Name des Gebietes | Bild           | Kennung | WDPA  | Landkreis / Stadt | Beschreibung / Bemerkungen | Standort | Fläche in Hektar | Datum der Verordnung |
| ----------------- | -------------- | ------- | ----- | ----------------- | -------------------------- | -------- | ---------------- | -------------------- |
| Kreuzhorst        | weitere Bilder | 16      | 14443 | Magdeburg         |                            | Position | 323,43           | 30.03.1961           |

## Quelle
- Landesverwaltungsamt Sachsen-Anhalt
- Common Database on Designated Areas Datenbank, Version 14